# Jean-Marc Sauvant

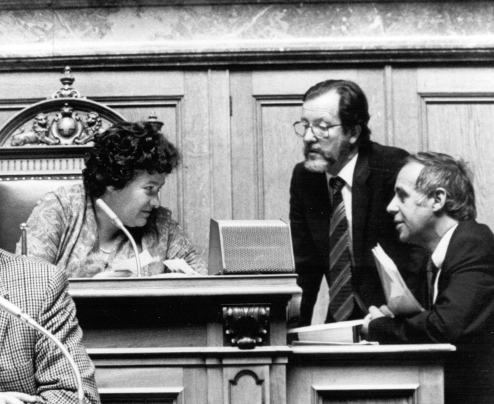
Jean-Marc Sauvant zwischen Nationalratspräsidentin Hedi Lang und Nationalrat Jean Ziegler

Jean-Marc Sauvant (* 15. Juni 1927 in La Chaux-de-Fonds; † 28. Januar 2012 in Vallamand, heimatberechtigt in Bévilard) war ein Schweizer Chefbeamter.
Sauvant besuchte das Gymnasium in La Chaux-de-Fonds und studierte danach Rechtswissenschaften an der Universität Genf. Er war im Jahre 1953 als Stadtschreiber von La Chaux-de-Fonds tätig und arbeitete ab 1957 als Jurist in der Bundeskanzlei. 1968 wurde Sauvant zum Vizebundeskanzler gewählt und war auch der letzte Vizebundeskanzler, der gleichzeitig Sekretär des Ständerats war. Er amtierte von 1981 bis 1992 als Generalsekretär der Bundesversammlung und war somit Leiter der Parlamentsdienste, die unter ihm erweitert und restrukturiert wurden.